# Anastelgis marini
Anastelgis marini är en stekelart som beskrevs av Ian D. Gauld 1991. Anastelgis marini ingår i släktet Anastelgis och familjen brokparasitsteklar. Inga underarter finns listade i Catalogue of Life.